# جسر الصفراء
جسر الصفراء هي قرية سورية صغيرة توجد في محافظة ريف دمشق في منطقة قطنا، في الجزء الجنوبي الغربي من البلاد. ووفقًا للمكتب المركزي للإحصاء في سوريا، بلغ عدد سكان جسر الصفراء 704 نسمة في تعداد عام 2004.